# Kyūshū MXY-6
Il Kyūshū MXY-6 era un aliante sperimentale realizzato dall'azienda giapponese Kyūshū Hikōk Kabushiki Kaisha nella prima parte degli anni quaranta.
Caratterizzato da un aspetto anticonvenzionale, adottava una configurazione alare canard, venne realizzato per poter testare le caratteristiche di volo di una simile configurazione che sfoceranno nella costruzione del caccia intercettore Kyūshū J7W1 Shinden.